# Miller (cràter)
Miller és un cràter d'impacte situat enmig del terreny accidentat de la part sud de la Lluna. En la seva vora nord s'insereix el cràter més petit Nasireddin, les rampes exteriors del qual gairebé aconsegueixen el pic central situat en el punt central de sòl interior de Miller. Juntament amb Huggins al sud-oest i Orontius al sud-sud-oest, aquest quartet forma una cadena de cràters alineada sobre un arc que es corba cap al nord. La vora del sector nord-oest de Miller així mateix està unida al cràter satèl·lit Miller C, que forma l'extrem de l'arc. Al sud-est es troba Stöfler.

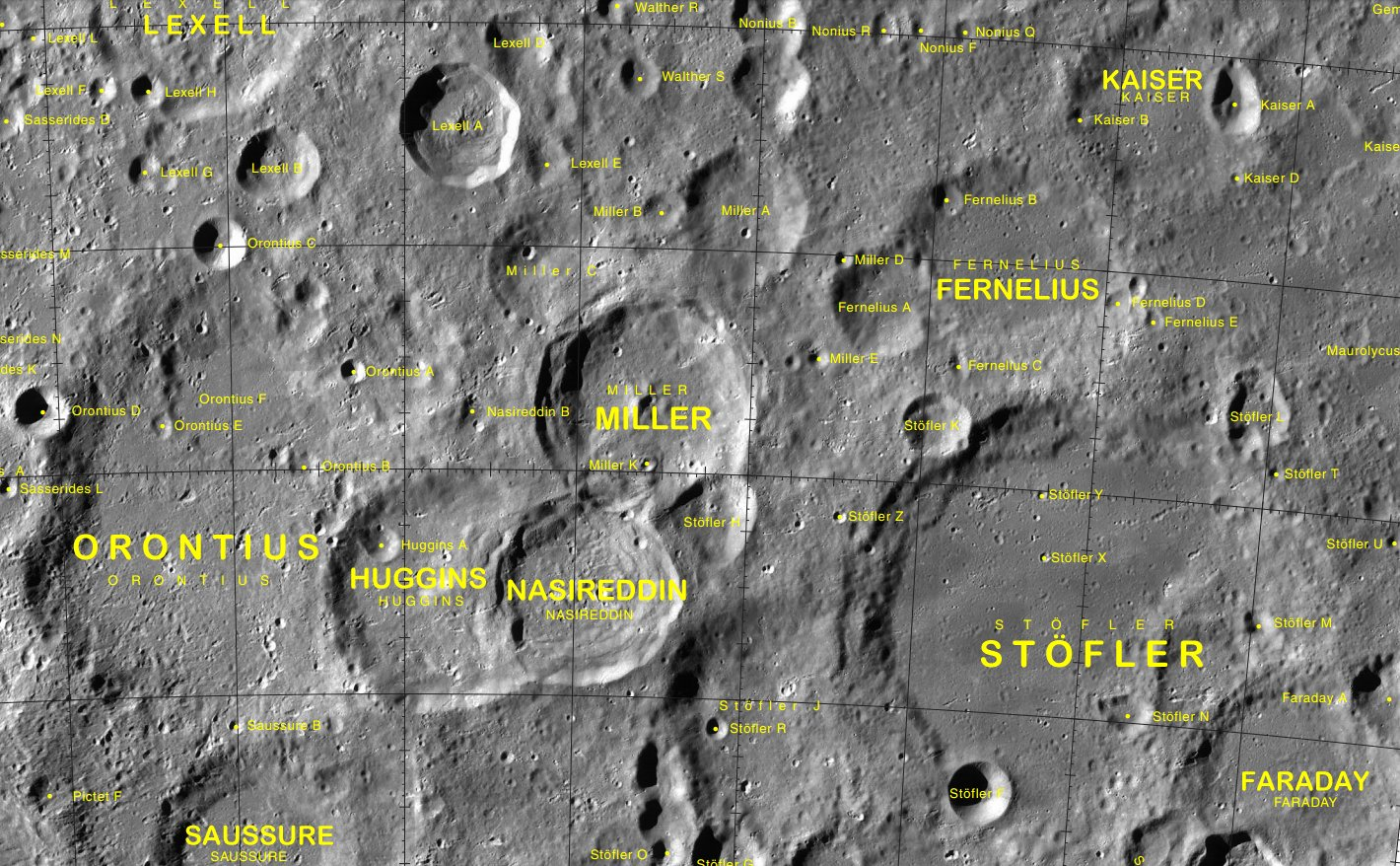
Localització de Miller (centre de la imatge).

El brocal de Miller és gairebé circular, amb un sistema de terrasses en la seva paret interior. La seva plataforma central apareix gairebé a nivell amb el pic central abans esmentat. El cràter Stöfler H està unit a la vora exterior sud-est, envaint lleugerament el seu interior. Alguns petits cràters es troben dins del cràter, amb un d'ells en la muralla de Nasireddin. El cràter va rebre el nom del científic britànic William Allen Miller.

## Cràters satèl·lit

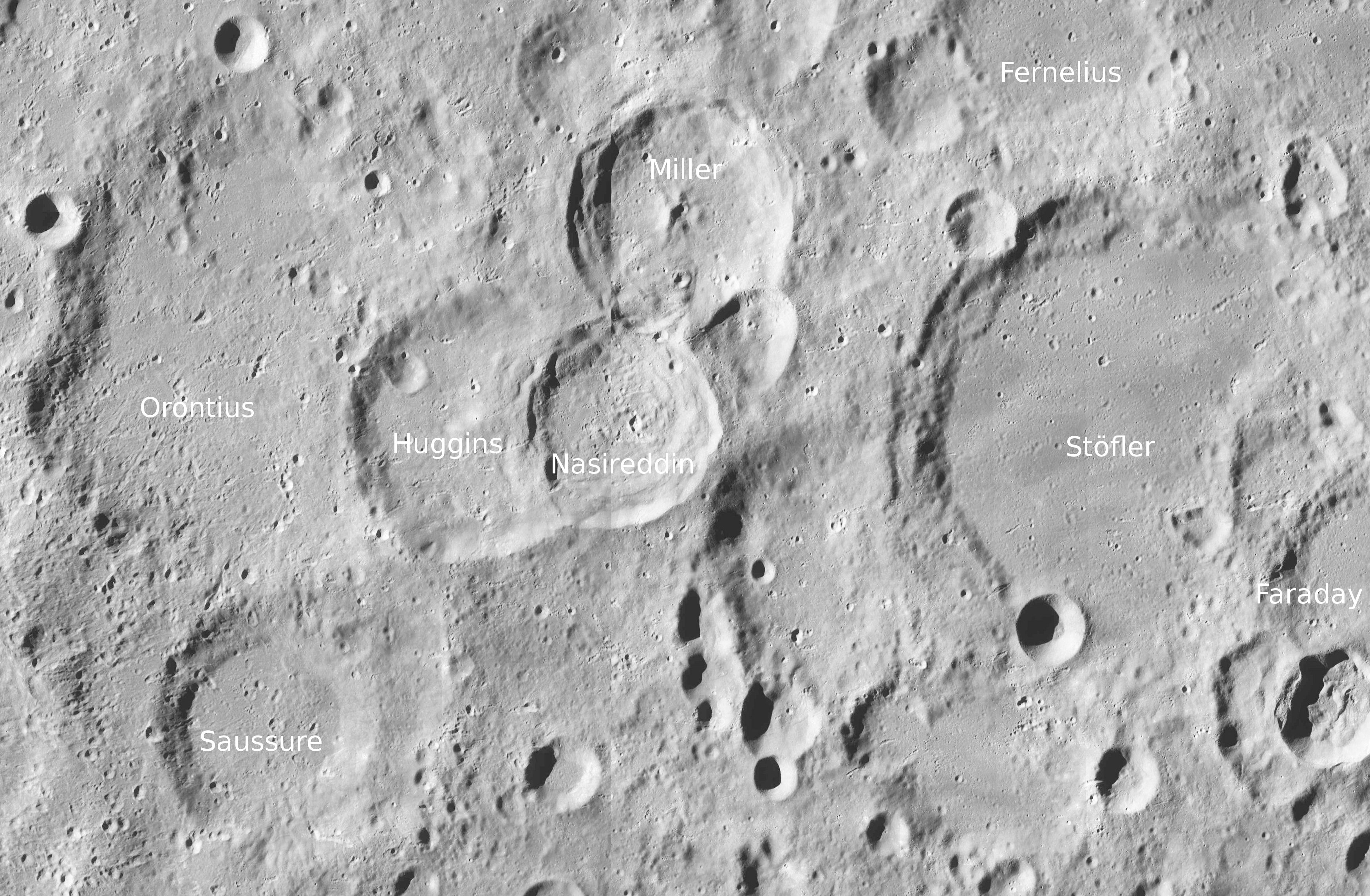
Entorn de Miller. Fotografia de la missió LRO.

Per convenció aquests elements són identificats en els mapes lunars posant la lletra en el costat del punt central del cràter que està més prop de Miller.
|        | \| Miller \| Coordenades \| Diàmetre \| \| ------ \| ---------------------------------- \| -------- \| \| A \| 37° 42′ S, 1° 48′ E / 37.7°S,1.8°E \| 39 km \| \| B \| 37° 36′ S, 1° 00′ E / 37.6°S,1.0°E \| 12 km \| \| C \| 38° 12′ S, 0° 18′ O / 38.2°S,0.3°O \| 36 km \| \| D \| 38° 00′ S, 3° 06′ E / 38.0°S,3.1°E \| 5 km \| \| E \| 38° 48′ S, 2° 48′ E / 38.8°S,2.8°E \| 6 km \| \| K \| 39° 48′ S, 0° 54′ E / 39.8°S,0.9°E \| 4 km \| |          |
| Miller | Coordenades | Diàmetre |
| A      | 37° 42′ S, 1° 48′ E / 37.7°S,1.8°E | 39 km    |
| B      | 37° 36′ S, 1° 00′ E / 37.6°S,1.0°E | 12 km    |
| C      | 38° 12′ S, 0° 18′ O / 38.2°S,0.3°O | 36 km    |
| D      | 38° 00′ S, 3° 06′ E / 38.0°S,3.1°E | 5 km     |
| E      | 38° 48′ S, 2° 48′ E / 38.8°S,2.8°E | 6 km     |
| K      | 39° 48′ S, 0° 54′ E / 39.8°S,0.9°E | 4 km     |